# Borse Dubai
Borse Dubai — арабская холдинговая компания, владеющая двумя биржами: «Дубайским финансовым рынком» и NASDAQ Dubai. Borse Dubai была создана 6 августа 2007 года с целью консолидировать доли правительства Дубая в двух дубайских биржах, а также прочие доли в зарубежных биржах тем самым укрепляя положение Дубая как одного из крупнейших мировых финансовых хабов.

## Экспансия арабского капитала
В сентябре 2007 года Borse Dubai приобрела 28 % акций Лондонской фондовой биржи в рамках более широкой сделки с американской компанией Nasdaq, Inc., направленной на урегулирование их затяжного противостояния за контроль над базирующейся в Стокгольме биржей и оператором телекоммуникационных услуг OMX. Однако этот шаг вызвал недовольство Qatar Investment Authority, которая считала, что находится на финальной стадии заключения сделки по приобретению значительной доли в Лондонской фондовой бирже.
После завершения сделки с Nasdaq OMX доля Borse Dubai в обыкновенных акциях Nasdaq составила 18,1 %. Для осуществления этой сделки компания получила разрешение Конгресса США, а также одобрение Комиссии по ценным бумагам и биржам США.
Пакет акций Лондонской фондовой биржи, который получит Borse Dubai, оценивается приблизительно в 800 миллионов фунтов стерлингов (1,6 миллиарда долларов). Американцы скупили 28 процентов акций по частям после того, как владельцы LSE несколько раз отказывались продать биржу.